# Кордилеоне, Сальваторе Джозеф
Сальваторе Джозеф Кордилеоне (англ. Salvatore Joseph Cordileone, 5 июня 1956, Сан-Диего, США) — католический прелат. Архиепископ Сан-Франциско с 27 июля 2012.

## Биография
Сальваторе Кордилеоне родился 5 июня 1956 года в городе Сан-Диего, США. После обучения в семинарии святого Франциска Ассизского и университета Сан-Диего (1974—1978 гг.) обучался в Риме в Северо-Американской коллегии Григорианского Университета (1978—1982 гг.).
9 июля 1982 года был рукоположён в священника и продолжил обучение в Григорианском университете, по окончании которого в 1989 году защитил докторскую диссертацию по каноническому праву. С 1982 по 1985 год служил в приходе святого Мартина Турского. Исполнял обязанности секретаря архиепископа с 1989 по 1991 год. С 1991 по 1995 год служил в приходе Пресвятой Девы Марии Гваделупской в Калексико. С 1995 по 2002 год был представителем Верховного Трибунала Апостольской Сигнатуры в Риме.
5 июля 2002 года Римский папа Бенедикт XVI назначил Сальваторе Кордилеоне титулярным епископом епархии Натчеза и вспомогательным епископом епархии Сан-Диего. 21 августа 2002 года был рукоположён в епископа.
23 мая 2009 года Сальваторе Кордилеоне был назначен ординарием епархии Окленда

## Архиепископ Сан-Франциско
27 июля 2012 года Папа Бенедикт XVI назначил архиепископом Сан-Франциско епископа Кордилеоне. Назначение Кордилеоне и принятие отставки его предшественника, архиепископа Джорджа Хью Нидерауэра, было объявлено 27 июля в Вашингтоне архиепископом Карло Мария Вигано и Апостольским нунцием в Соединённых Штатах Америки.

## Взгляды
Кордилеоне считается теологически консервативным прелатом. Противник однополых браков, он был одним из создателей Предложения 8 и однажды он сказал: «Только одна идея брака может выдержать... Если это будет рассматриваться фанатичным, мы собираемся видеть что наши права отнимают, как это уже происходит». Кроме того, он выступает против абортов, а также поддерживает использование Римской литургии по миссалу 1962 года, известной сейчас как экстраординарная форма римского обряда. Архиепископ Сальваторе Кордилеоне известен своими симпатиями к Тридентской Мессе и неоднократно служил понтификальные мессы в экстраординарном обряде.